# Leeraarsgroeve

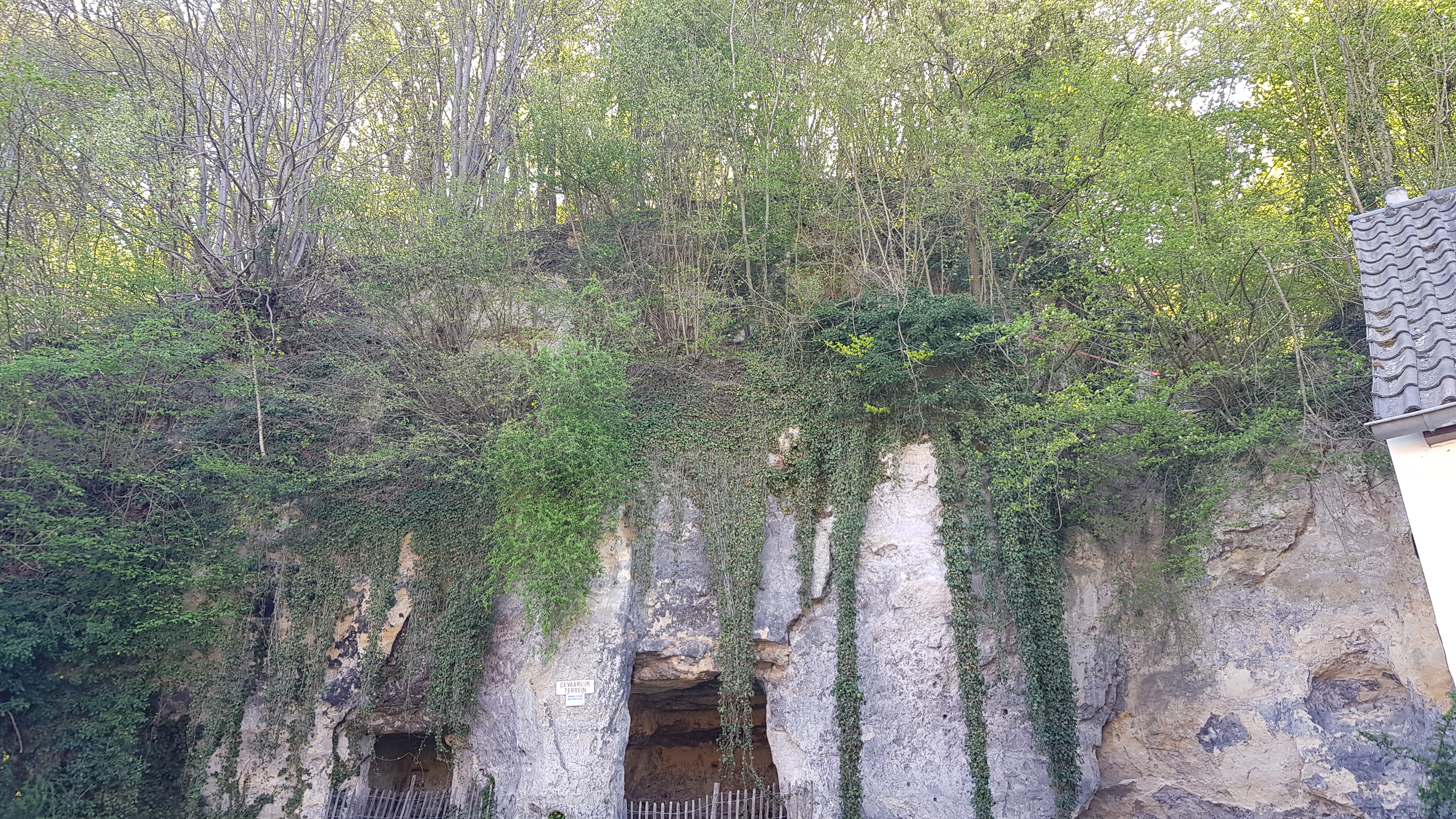
De Leeraarsgroeve boven in het groen met eronder de gaten van de Groeve onder de Leeraarsgroeve

De Leeraarsgroeve of Leraarsgroeve is een Limburgse mergelgroeve in het Geuldal in de Nederlandse gemeente Valkenburg aan de Geul in Zuid-Limburg. De ondergrondse groeve ligt ten noordwesten van Geulhem ten zuidwesten van camping 't Geuldal. Ze ligt onder het hellingbos nabij de weg Gemeentebroek. De groeve ligt aan de noordwestkant van het Plateau van Margraten in de overgang naar het Maasdal. In de omgeving duikt het plateau een aantal meter steil naar beneden.
De Leeraarsgroeve ligt gezien vanaf de straat hoger op de steile helling dan de Groeve onder de Leeraarsgroeve die lager op de helling. Ten zuiden van de Leeraarsgroeve ligt de dagbouwgroeve Curfsgroeve. Op ongeveer 50 meter ten oosten van de ingang ligt de Schuncktunnel die naar de dagbouwgroeve loopt. De tunnel loopt onder de Leeraarsgroeve door. Op ongeveer 200 meter ten oosten van de ingang ligt de Groeve westelijk van Kalkbranderij. Op ongeveer 50 tot 100 meter naar het westen liggen de Ravensgroeve II, Groeve Onder de Ravengroeve en Ravensgroeve I.

## Geschiedenis
Voor 1500 tot in de 19e eeuw werd de groeve ontgonnen door blokbrekers.
Begin 2001 werd in de media geschreven dat de gangen van de groeve op instorten stonden.

## Groeve
De Leeraarsgroeve is een middelgrote groeve. Het achterste gedeelte is door de dagbouw aangetast en met dekgrond dichtgestort. De ingang heeft een hoge landschappelijke betekenis.
De groeve heeft een oppervlakte van 12756 vierkante meter.